# Ostrobótnia do Norte
A Ostrobótnia do Norte (finlandês: Pohjois-Pohjanmaa, sueco: Norra Österbotten) é uma região da Finlândia localizada na província de Oulu, sua capital é a cidade de Oulu. Possui cerca de 412 mil habitantes.

## Municípios
Ostrobótnia do Norte está dividida em 38 municípios, sendo 11 deles com status de cidade (populações em 2004 entre parênteses):
| 1. Alavieska (2.894) 2. Haapajärvi (8.179) (cidade) 3. Haapavesi (7.753) (cidade) 4. Hailuoto (986) 5. Ii (8.782) 6. Kalajoki (9.500) (cidade) 7. Kärsämäki (3.091) 8. Kempele (13.982) 9. Kuusamo (17.113) (cidade) 10. Liminka (7.482) 11. Lumijoki (1.856) 12. Merijärvi (1.339) 13. Muhos (8.244) 14. Nivala (10.902) (cidade) 15. Oulainen (8.225) (cidade) 16. Oulu (128.986) (cidade) | 1. Pudasjärvi (9.380) (cidade) 2. Pyhäjoki (3.564) 3. Pyhäjärvi (6.600) (cidade) 4. Pyhäntä (1.889) 5. Raahe (23.022) (cidade) 6. Reisjärvi (3.106) 7. Sievi (5.210) 8. Siikajoki (5.925) 9. Siikalatva (6.070) 10. Taivalkoski (4.839) 11. Tyrnävä (5.616) 12. Utajärvi (3.290) 13. Ylivieska (13.343) (cidade) | Municípios de Ostrobótnia do Norte |